# Глинский, Михаил Иосифович
Михаил Иосифович Глинский (21 ноября 1901 года, дер. Малая Каменка, Бобруйский уезд, Минская губерния, ныне Бобруйский район, Могилёвская область — 30 августа 1991 года, Москва) — советский военный деятель, генерал-лейтенант (20 апреля 1945 года).

## Начальная биография
Михаил Иосифович Глинский родился 21 ноября 1901 года в деревне Малая Каменка ныне Бобруйского района Могилёвской области в семье крестьян.
В 1918 году окончил гимназию.

## Военная служба

### Гражданская война
В 1919 году вступил в РКП(б). В июне 1919 года был призван в ряды РККА и направлен в 8-ю стрелковую дивизию, где служил красноармейцем 64-го стрелкового полка, помощником делопроизводителя отдела снабжения 22-й стрелковой бригады, а с октября 1920 года — военкомом продтранспорта этой же бригады. Принимал участие в боевых действиях против войск под командованием генерала Н. Н. Юденича под Петроградом, в 1920 году в ходе советско-польской войны — на минском и варшавском направлениях, а затем — против вооружённых формирований под командованием генерала С. Н. Булак-Балаховича, С. Э. Павловского и Короткевича на территории Бобруйского, Мозырского и Игуменского уездов.

### Межвоенное время
В ноябре 1921 года направлен на учёбу в Объединённую военную школу имени ВЦИК в Москве, после окончания которой с сентября 1924 года служил в 1-й особой кавалерийской бригаде на должностях командира взвода и помощника начальника штаба 62-го кавалерийского полка, помощника начальника оперативной части штаба бригады и командира эскадрона-стажёра 61-го кавалерийского полка.
В 1924 году вступил в члены общества охотников Московского военного округа.
В 1928 году окончил курсы усовершенствования командного состава по разведке при Разведывательном управлении штаба РККА. С апреля 1930 года исполнял должность для особых поручений отдела внешних сношений 4-го управления Штаба РККА, а в ноябре 1931 года назначен на должность командира-руководителя по тактике Курсов усовершенствования командного состава по разведке при 4-м управлении Штаба РККА.
В июне 1932 года Глинский был направлен на учёбу в Военную академию имени М. В. Фрунзе, после окончания которой с мая 1933 года служил на должностях заместителя начальника и начальника сектора, военного атташе секретариата НКО СССР, а в феврале 1935 года назначен на должность военного атташе полномочного представительства СССР в Латвии.
С июля 1938 года находился в распоряжении Управления по начсоставу РККА и в августе 1939 года назначен на должность командира 76-го кавалерийского полка (14-я кавалерийская дивизия, Киевский военный округ), а в марте 1941 года — на должность начальника штаба 32-й кавалерийской дивизии (9-й стрелковый корпус, Одесский военный округ), дислоцированной в Крыму.

### Великая Отечественная война
С началом войны находился на прежней должности. Дивизия в июле была включена в состав 21-й армии, после чего принимала участие в боевых действиях в ходе Смоленского сражения, а с 23 июля по 5 августа в составе кавалерийской группы Центрального фронта под командованием полковника А. И. Бацкалевича участвовала в рейде по тылам противника и затем находилась в резерве армии.
В ноябре 1941 года назначен на должность командира 41-й кавалерийской дивизии, которая вскоре принимала участие в боевых действиях в ходе Тульской оборонительной, Тульской и Калужской наступательных операций, а также при освобождении городов Мосальск, Венёв, Узловая и Козельск. С января 1942 года дивизия под командованием Глинского в составе 1-го гвардейского кавалерийского корпуса перешла в наступление, в ходе которого после прорыва обороны противника в районе населенного пункта Стреленки (Калужская область) в течение трёх месяцев вела боевые действия в тылу юхновской группировки противника, а также наносила удары по обороне противника на подступах к городу Вязьма. В марте того же года дивизия была преобразована в 7-ю гвардейскую кавалерийскую. С конца июня дивизия под командованием Глинского перешла линию фронта и соединилась с 10-й армией. За умелое руководство боевыми действиями в тылу врага Михаил Иосифович Глинский был награждён орденом Отечественной войны 1 степени.
В марте 1943 года был назначен на должность заместителя командира 1-го гвардейского кавалерийского корпуса, в декабре 1943 года — на должность командира 15-го кавалерийского корпуса, который дислоцировался на территории Ирана.

### Послевоенная карьера
После окончания войны находился на прежней должности.
В июне 1946 года был назначен на должность командира 19-го стрелкового корпуса (Закавказский военный округ), а в марте 1947 года направлен на учёбу на Высшие академические курсы при Высшей военной академии имени К. Е. Ворошилова, которые окончил в апреле 1948 года с оценкой «отлично» и в июне того же года назначен на должность командира 1-го стрелкового корпуса (Туркестанский военный округ), в сентябре 1950 года — на должность командира 24-го гвардейского стрелкового корпуса, в августе 1954 года — на должность помощника командующего войсками — начальника Управления боевой подготовки Одесского военного округа, в феврале 1957 года — на должность старшего военного советника командующего войсками Румынской армии, а в июне 1959 года — на должность сотрудника научно-исследовательской группы № 2 Генштаба.
Участвовал в общественной деятельности (после войны на протяжении ряда лет был председателем коллектива в совете военных охотников Генерального штаба ВС СССР).
Генерал-лейтенант Михаил Иосифович Глинский в ноябре 1960 года вышел в запас. Умер 29 августа 1991 года в Москве. Похоронен на Троекуровском кладбище.

## Награды
- Орден Ленина;
- Три ордена Красного Знамени;
- Орден Суворова 2 степени;
- Два ордена Отечественной войны 1 степени;
- Орден Красной Звезды;
- Медали;
- Иностранный орден.